# Новий Роґожин
Новий Роґожин (пол. Nowy Rogożyn) — село в Польщі, у гміні Ліпськ Августівського повіту Підляського воєводства.
Населення — 67 осіб (2011).
У 1975-1998 роках село належало до Сувальського воєводства.

## Демографія
Демографічна структура станом на 31 березня 2011 року:
|          | Загалом | Допрацездатний вік | Працездатний вік | Постпрацездатний вік |
| -------- | ------- | ------------------ | ---------------- | -------------------- |
| Чоловіки | 31      | 6                  | 16               | 9                    |
| Жінки    | 36      | 9                  | 19               | 8                    |
| Разом    | 67      | 15                 | 35               | 17                   |